# Hanover (Indiana)
Hanover es un pueblo ubicado en el condado de Jefferson en el estado estadounidense de Indiana. En el Censo de 2010 tenía una población de 3546 habitantes y una densidad poblacional de 592,18 personas por km².

## Geografía
Hanover se encuentra ubicado en las coordenadas 38°42′50″N 85°28′23″O / 38.71389, -85.47306. Según la Oficina del Censo de los Estados Unidos, Hanover tiene una superficie total de 5.99 km², de la cual 5.98 km² corresponden a tierra firme y (0.17%) 0.01 km² es agua.

## Demografía
Según el censo de 2010, había 3546 personas residiendo en Hanover. La densidad de población era de 592,18 hab./km². De los 3546 habitantes, Hanover estaba compuesto por el 94.87% blancos, el 2.26% eran afroamericanos, el 0.17% eran amerindios, el 0.79% eran asiáticos, el 0.03% eran isleños del Pacífico, el 0.59% eran de otras razas y el 1.3% pertenecían a dos o más razas. Del total de la población el 2.4% eran hispanos o latinos de cualquier raza.